# رودريغو كاستيلو
رودريغو كاستيلو (بالإسبانية: Rodrigo Castillo)‏ هو لاعب كرة قدم أرجنتيني، ولد في 26 أبريل 1998. لعب مع Club Atlético Acassuso ‏.

## وصلات خارجية
- رودريغو كاستيلو على موقع Soccerway.com (الإنجليزية)